# Campionato francese di rugby a 15 1956-1957
Il Campionato francese di rugby a 15 1956-1957 fu conquistato dal FC Lourdes che superò il Racing club de France in finale. Il F.C. Lourdais conservò il titolo vinto nel 1956.

## Formula
Parteciparono 48 club divisi in 6 gruppi di 8. Le prime cinque di ogni gruppo e le due migliori seste, per un totale di 32, furono ammesse ai sedicesimi di finale, inizio della fase finale ad eliminazione diretta.

## Contesto
Il Torneo delle Cinque Nazioni 1957 fu vinto dall'Inghilterra, la Francia terminò ultimA senza vincere alcun match.
Il Challenge Yves du Manoir fu vinto dall'US Dax che sconfisse l'AS Montferrand (il match terminò in parità ma secondo il regolamento il Dax vinse grazie alla minore età media dei giocatori in campo).

## Fase di qualificazione
Il nome delle qualificate ai sedicesimi è in grassetto
| - FC Lourdes - Union sportive Orthez - RC Toulon - Roanne - SC Mazamet - Montélimar - Cahors - FC Grenoble | - Stade rochelais - Aviron bayonnais - AS Montferrand - US Dax - CA Bègles - La Voulte sportif - RC Vichy - Cognac | - Stade toulousain - Lione OU - US Montauban - Paris université club - SC Graulhet - CA Périgueux - Saint-Girons SC - Castres olympique |
| - Section paloise - SO Chambéry - FC Auch - SU Agen - Niort - SC Angoulême - RC Narbonne - US Carmaux      | - USA Perpignan - US Bergerac - SC Tulle - AS Soustons - AS Béziers - SC Albi - Biarritz olympique - US Romans     | - Stade montois - TOEC - Stade aurillacois - Racing club de France - CS Vienne - Stadoceste tarbais - Tyrosse RCS - Stade lavelanétien  |

## Sedicesimi di finale
In grassetto le squadre qualificate al turno successivo.
| Squadra 1             | Squadra 2          | Risultati |
| --------------------- | ------------------ | --------- |
| FC Lourdes            | La Voulte sportif  | 37-13     |
| FC Auch               | Stadoceste tarbais | 12-6      |
| AS Béziers            | SC Tulle           | 8-6       |
| Stade montois         | US Carmaux         | 8-3       |
| Stade toulousain      | Section paloise    | 3-0       |
| FC Grenoble           | Biarritz olympique | 3-0       |
| US Dax                | RC Narbonne        | 11-3      |
| Saint-Girons SC       | SC Angoulême       | 8-6       |
| Racing club de France | SU Agen            | 19-3      |
| US Romans             | Cognac             | 3-0       |
| Aviron bayonnais      | RC Vichy           | 29-3      |
| AS Montferrand        | SC Mazamet         | 6-0       |
| SC Graulhet           | Stade aurillacois  | 16-0      |
| CS Vienne             | Castres olympique  | 5-3       |
| USA Perpignan         | RC Toulon          | 8-3       |
| Cahors                | US Montauban       | 16-6      |

## Ottavi di finale
(In grassetto le qualificate ai quarti)
| Squadra 1             | Squadra 2       | Risultati |
| --------------------- | --------------- | --------- |
| FC Lourdes            | FC Auch         | 19-3      |
| AS Béziers            | Stade montois   | 14-6      |
| Stade toulousain      | FC Grenoble     | 9-5       |
| US Dax                | Saint-Girons SC | 8-3       |
| Racing club de France | US Romans       | 6-0       |
| Aviron bayonnais      | AS Montferrand  | 10-0      |
| SC Graulhet           | CS Vienne       | 12-3      |
| USA Perpignan         | Cahors rugby    | 6-5       |

## Quarti di finale
(In grassetto le qualificate alle semifinali)
| Squadra 1             | Squadra 2        | Risultati |
| --------------------- | ---------------- | --------- |
| FC Lourdes            | AS Béziers       | 8-6       |
| Stade toulousain      | US Dax           | 6-3       |
| Racing club de France | Aviron bayonnais | 14-3      |
| SC Graulhet           | USA Perpignan    | 14-3      |

## Semifinali
| Squadra 1             | Squadra 2        | Risultati    |
| --------------------- | ---------------- | ------------ |
| FC Lourdes            | Stade toulousain | 9-0          |
| Racing club de France | SC Graulhet      | 6-6 (d.t.s.) |

Il Racing si qualifica per la minore età media dei suoi giocatori .

## Finale
| Arbitro: | Charles Durand |

| |            | |
| mete: Barthe Domec, Rancoule (2) trasf.: Lacaze , A.Labazuy | Marcatori  | mete: Gri e Vannier trasf.: Vannier |
| Jean-Louis Taillantou, Pierre Deslus, Thomas Manterola, André Laffond, Louis Guinle, Henri Domec, Jean Prat, Jean Barthe, François Labazuy, Antoine Labazuy, Pierre Tarricq, Roger Martine, Maurice Prat, Henri Rancoule, Pierre Lacaze | Formazioni | Marc Paillassa, Jacques Labèque, Claude Bourbié, Michel Gri, Serge Grousset, Jacques Brun, François Moncla, Michel Crauste, Gérard Dufau, Pierre Chaubet, Alain Chappuis, Christian Vignes, Arnaud Marquesuzaa, Pierre Conquet, Michel Vannier |